# Keszthelyi Gyula
Keszthelyi Gyula (Alsójára, 1934. március 26. – Budapest, 2011. október 6.) sportújságíró, rádió és televízió kommentátor, újságszerkesztő, szerkesztő. 

## Életútja
A kolozsvári 2. számú Fiúlíceumban érettségizett (1952), a Bolyai Tudományegyetem közgazdasági karán szerzett diplomát. A bánffyhunyadi Fakitermelő Vállalat (1956–57), majd a kolozsvári Libertatea Bútorgyár (1957–69) tisztviselője. Újságírói pályáját az Új Sport tudósítójaként kezdte, évekig a Kolozsvári Rádió s a Román Televízió magyar adásának kommentátora. 1969-től az Előre ipari rovatvezetője Bukarestben, 1972-től 1983. november 2-ig az Igazság főszerkesztője Kolozsvárt, ezt követően az Előre kolozsvári tudósítója.
Az 1990-es és a 2000-es években a Határon Túli Magyarok Titkárságán működött, ahol többek között a tanácskozások anyagainak köteteit szerkesztette. A Határon Túli Magyarok Hivatalában 2000. december 19-én bemutatták a Magyarország 2000 tanácskozások anyagát tartalmazó a három kötetet, amelyet Keszthelyi Gyula szerkesztett.

## Szerkesztéseiből
- Magyarország - 2000 : Magyarország képe a nagyvilágban : külföldi és hazai magyarok tanácskozása az országról, 1997. május 30-31. / [szerk. Keszthelyi Gyula]. Budapest : Osiris, 1997. 419 p. ; (Rend. a Miniszterelnöki Hivatal Előadások és hozzászólások) ISBN 963-379-315-7
- Az egyházak szerepe a magyar kisebbségi közösségek szellemi és gazdasági építésében : nemzetközi konferencia : Budapest, 1998. április 1-2. / [szerk. Keszthelyi Gyula] ; [a szöveget gond. Báthory János, Keszthelyi Gyula]. Budapest : Magyar Köztársaság Miniszterelnöki Hivatala és a Határon Túli Magyarok Hivatala, 1998. 183 p. ISBN 963-03-5250-8
- Magyarország 2000 : egyház és magyarság : hét egyház és felekezet határon túli és hazai lelkipásztorainak, világi elöljáróinak tanácskozása, [Esztergom], 2000. január 27-28. : [előadások és hozzászólások] / [szerk. Keszthelyi Gyula]. – Budapest : Custos, 2000. 466 p. (A 2000. januári rendezvény a harmadik konferencia volt.) ISBN 963-85596-7-5
- Magyarság a médiában, magyar médiastratégia : határon túli és médiaszakértők tanácskozása, 2000. április 12-13. / [... szerk. Keszthelyi Gyula]. Budapest : Custos Kiadó, 2000. 229 p. (A IV. Magyarország 2000 tanácskozás anyaga Közreadja a Határon Túli Magyarok Hivatala). ISBN 963-85596-8-3
- A magyarság lehetőségei a világban az ezredfordulón : Magyarország 2000 : külhoni és hazai magyarok negyedik tanácskozása : 2000. május 19-20., [Budapest] / [szerk. Keszthelyi Gyula] ; [közrem. Erdélyi Istvánné]. Budapest : Custos, 2000. 422 p. (Előadások és hozzászólások.) ISBN 963 85596 67